# Ponorogo (Lubuklinggau)
Ponorogo is een bestuurslaag in het regentschap Lubuklinggau van de provincie Zuid-Sumatra, Indonesië. Ponorogo telt 2852 inwoners (volkstelling 2010).